# Overloon

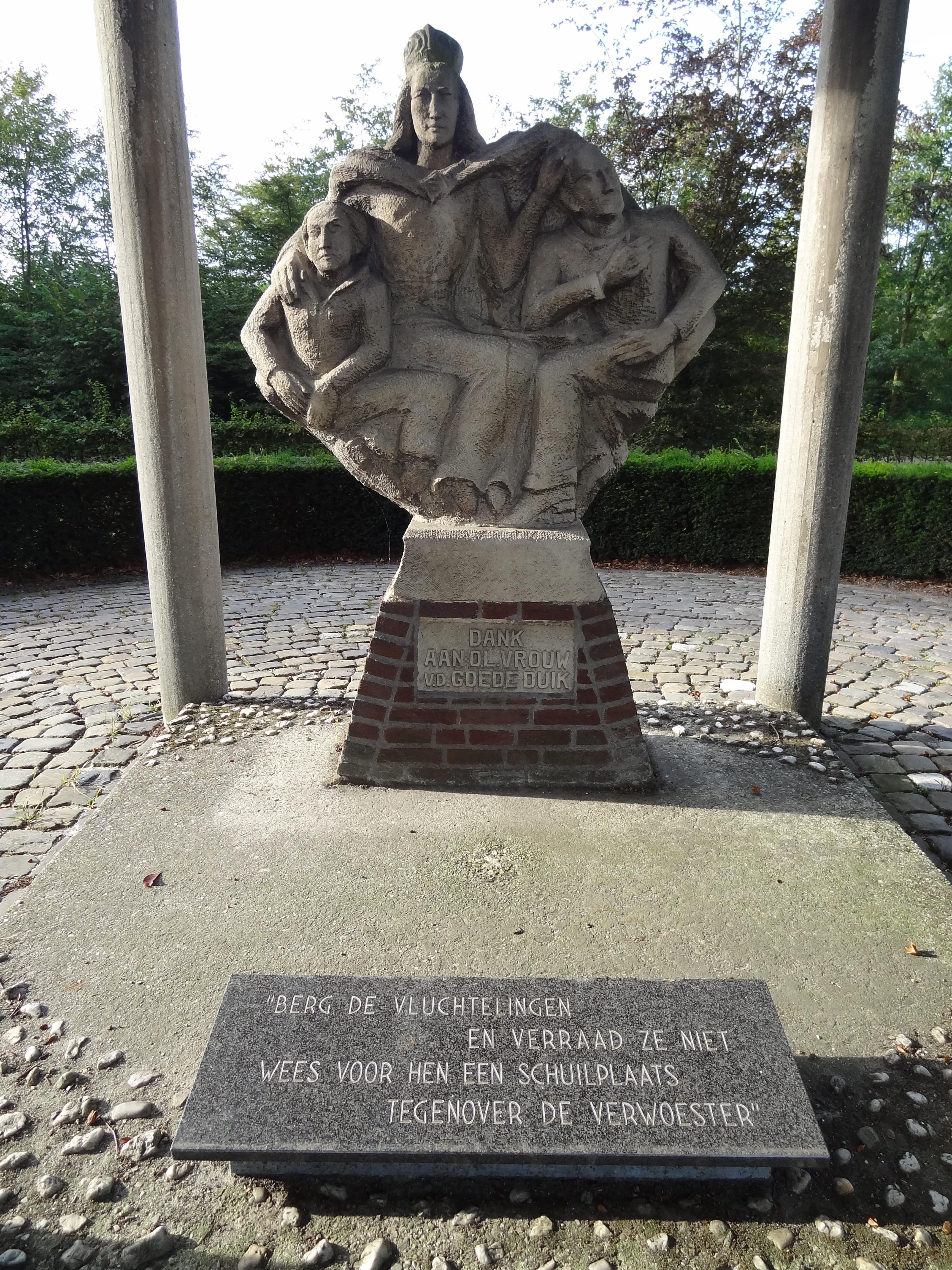
Overloon: la scultura "Maria van de Goede Duik", opera di Piet van Dongen

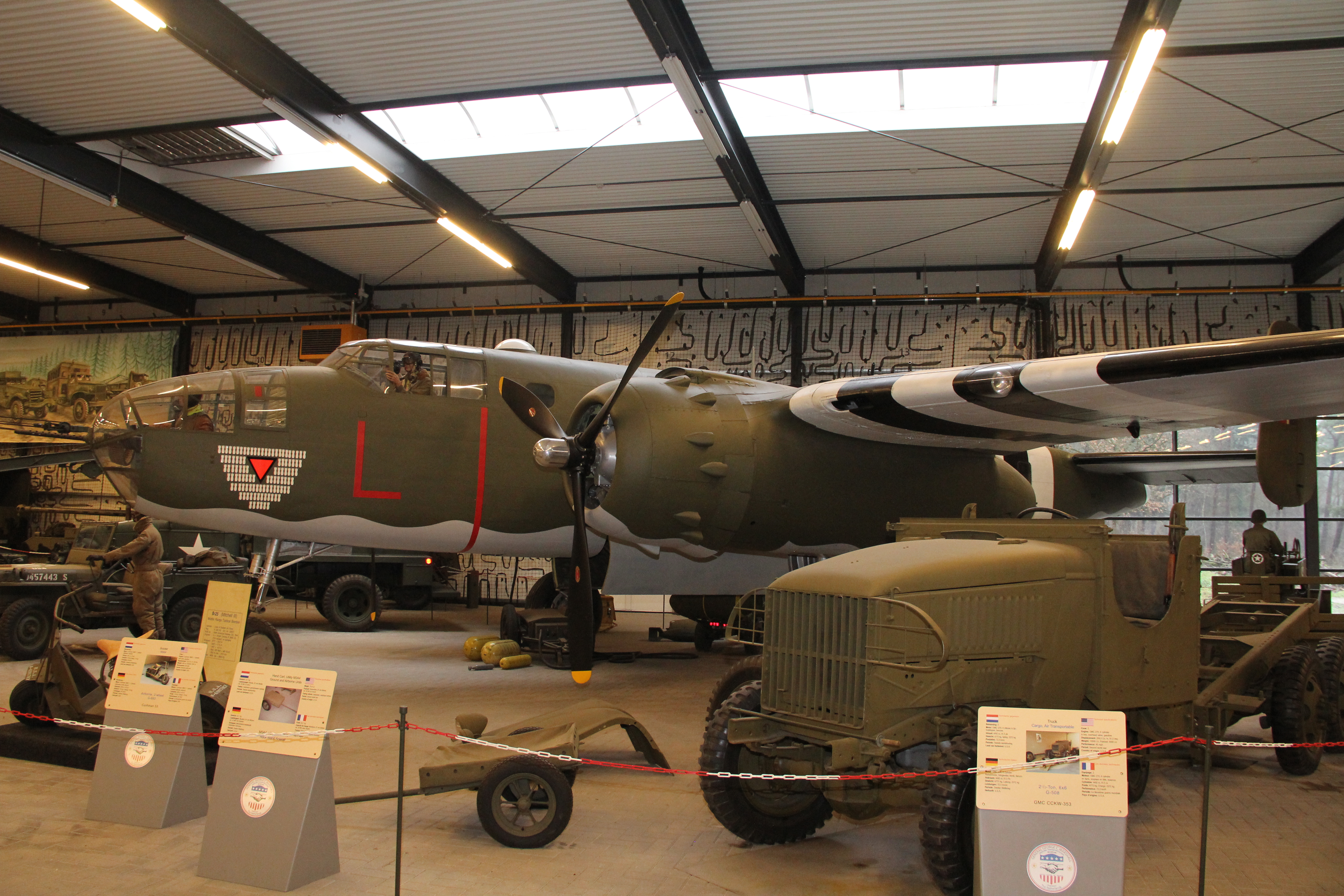
Il museo della Guerra di Overloon

Overloon   è un villaggio di circa 3.600 abitanti del sud-est dei Paesi Bassi, facente parte della provincia del Brabante Settentrionale. Dal punto di vista amministrativo, si tratta di una frazione del comune di Boxmeer ;  precedentemente ha fatto parte della municipalità di Vierlingsbeek e, prima ancora (fino al 1942), assieme alla località di Maashees, della municipalità di Maashees en Overloon .
La località è storicamente nota per la battaglia di Overloon, combattutasi nel corso della seconda guerra mondiale.

## Geografia fisica

### Collocazione
Overloon si trova nell'estremità orientale della provincia del Brabante Settentrionale, al confine con la provincia del Limburgo , tra le località di Boxmeer e Rips (rispettivamente a  sud della prima a nord-est della seconda).

## Storia

### La battaglia di Overloon
Tra l'ottobre e il novembre 1944, nel corso della seconda guerra mondiale, fu combattuta nei dintorni di Overloon una serie di battaglie tra le truppe tedesche, da una parte, e le truppe britanniche e americane, dall'altra.
|  |

## Edifici e luoghi d'interesse

### Cimitero di guerra di Overloon
Ad Overloon è stato realizzato un cimitero di guerra, all'interno del quale si trovano 280 tombe di soldati appartenenti alle truppe dei Paesi del Commonwealth caduti nel corso della seconda guerra mondiale.
|  |

### Musei di guerra
Ad Overloon sono stati inoltre allestiti due musei sulla seconda guerra mondiale, il Nationaal Oorlogs- en Verzetsmuseum ("Museo Nazionale della Guerra e della Resistenza)" e il Marshall Museum.

### ZooParc Overloon
Altra attrattiva di Overloon è lo zoo, ricavato in un'area di 21 ettari.
|  |